# 盐地风毛菊
盐地风毛菊（学名：Saussurea salsa）为菊科凤毛菊属的植物。分布于俄罗斯、蒙古、中亚以及中国大陆的新疆、青海等地，生长于海拔2,740米至2,880米的地区，一般生于盐土草地、戈壁滩及湖边，目前尚未由人工引种栽培。